# Allen Kent
Allen Kent (* 24. Oktober 1921 in New York City; † 1. Mai 2014 im Scott Township, Allegheny County, Pennsylvania) war Professor für Informationstechnologie an der University of Pittsburgh und Autor zahlreicher Fachbücher.

## Geschichte
Kent studierte Chemie am City College of New York, bevor er im Zweiten Weltkrieg in den Kriegsdienst eingezogen wurde. Nach dem Krieg war er einer der Pioniere auf dem Gebiet des Information Retrieval und forschte zunächst am Massachusetts Institute of Technology, ab 1955 an der Case Western Reserve University. Im Jahr 1963 wechselte er zur University of Pittsburgh und gründete dort 1970 die Fakultät für Informationstechnologie.
Im Jahr 1992 emeritierte Kent von der Universität und zog zunächst nach Florida, kehrte jedoch im Jahr 2010 nach Pittsburgh zurück, in dessen Nähe er 2014 starb.

## Bibliographie
- Encyclopedia of Library and Information Science (35 Bände (1–35), 1962–1984; 12 Ergänzungsbände (36–47), 1984–1990; 25 Ergänzungsbände (48–73), 1991–2002)
- Encyclopedia of Computer Science and Technology (16 Bände (1–16), 1975–1981; 29 Ergänzungsbände (17–45), 1987–2002)
- Encyclopedia of Microcomputers (21 Bände (1–21), 1987–1998, 7 Ergänzungsbände (22–28), 1998–2002)
- zusammen mit Fritz E. Froehlich: The Froehlich/Kent Encyclopedia of Telecommunications (18 Bände, 1990–1999)

| Personendaten    | Personendaten                                                                      |
| ---------------- | ---------------------------------------------------------------------------------- |
| NAME             | Kent, Allen                                                                        |
| KURZBESCHREIBUNG | US-amerikanischer Hochschullehrer, Professor für Informationstechnologie und Autor |
| GEBURTSDATUM     | 24. Oktober 1921                                                                   |
| GEBURTSORT       | New York City                                                                      |
| STERBEDATUM      | 1. Mai 2014                                                                        |
| STERBEORT        | Scott Township, Allegheny County, Pennsylvania                                     |